# Нуармутье-ан-л’Иль
Нуармутье-ан-л’Иль (фр. Noirmoutier-en-l'Île, или просто Нуармутье) — коммуна на западе Франции, регион Пеи-де-ла-Луар, департамент Вандея, округ Ле-Сабль-д’Олон, кантон Сен-Жан-де-Мон. Расположена в северной части острова Нуармутье в Бискайском заливе, в 83 км к северо-западу от Ла-Рош-сюр-Йона и в 88 км к юго-западу от Нанта.

Население (2019) — 4 550 человек.

## История
Нуармутье вырос вокруг аббатства Нотр-Дам-де-ла-Бланш, основанного в 674 году Святым Филибертом Жюмьежским. Для обороны от набегов викингов монахи начали строительство укреплений, на базе которых баронами Ла-Гарнаш в Средние века был воздвигнут замок Нуармутье — один из самых неприступных на атлантическом побережье Франции. За свою историю замок выдержал множество осад, но в 1674 году был взят голландским адмиралом Тромпом. В XVI—XVIII веках замком и коммуной владело знатное семейство Ла-Тремуйль.
Со второй половины XVII века остров был популярным местом контрабанды табака. По указу короля Людовика XIV в ноябре 1674 года здесь была основана табачная компания, которая закупала табак в Вест-Индии по низким ценам для перепродажи. Импортированные товары затем переправлялись на материк на небольших судах. В 1832 году французский изобретатель Брутус де Вильруа испытал в бухте Нуармутье свою подводную лодку.
До 1858 года территория коммуны простиралась на весь остров, затем началось ее разделение с образованием коммуны Барбатр, за которой спустя шестьдесят лет, в 1919 году, последовали коммуны Ла-Гериньер и Л’Эпин.

## Достопримечательности
- Шато Нуармутье XII-XVII веков; сейчас в нем расположен музей истории острова
- Бывшее бенедиктинское аббатство Нотр-Дам-де-ла-Бланш; сохранилась романская церковь, сильно перестроенная после пожара в 1848 году
- Церковь Святого Филиберта XI-XVII веков с колокольней второй половины XIX века, сочетание романского стиля, готики и неоклассицизма
- Церковь Сакре-Кёр
- Морской аквариум, основанный в 1983 году

## Экономика
Структура занятости населения:
- сельское хозяйство — 10,3 %
- промышленность — 9,5 %
- строительство — 8,0 %
- торговля, транспорт и сфера услуг — 44,9 %
- государственные и муниципальные службы — 27,4 %

Уровень безработицы (2019) — 11,6 % (Франция в целом — 12,9 %, департамент Вандея — 10,5 %). 

Среднегодовой доход на 1 человека, евро (2019) — 22 290 (Франция в целом — 21 930, департамент Вандея — 21 550).

## Демография
Динамика численности населения, чел.

## Администрация
Пост мэра Нуармутье-ан-л’Иля с 2020 года занимает Иан Бала (Yan Balat). На муниципальных выборах 2020 года возглавляемый им центристский список победил в 1-м туре, получив 57,59 % голосов.
| Период | Период | Фамилия        | Партия                                    | Примечания                                           |
| ------ | ------ | -------------- | ----------------------------------------- | ---------------------------------------------------- |
| 1971   | 1977   | Юбер Пуаньян   | Национальный центр независимых и крестьян | врач, член Генерального совета департамента          |
| 1977   | 1995   | Луи Доптен     | Объединение в поддержку Республики        | хирург-дантист                                       |
| 1995   | 2008   | Морис Шардонно | Разные левые                              | физиотерапевт                                        |
| 2008   | 2020   | Ноэль Фоше     | Союз за народное движение Республиканцы   | преподаватель, член Генерального совета департамента |
| 2020   |        | Иан Бала       | Разные центристы                          | территориальный директор                             |

## Города-побратимы
- Падрон, Испания
- Крествью, США

## Галерея

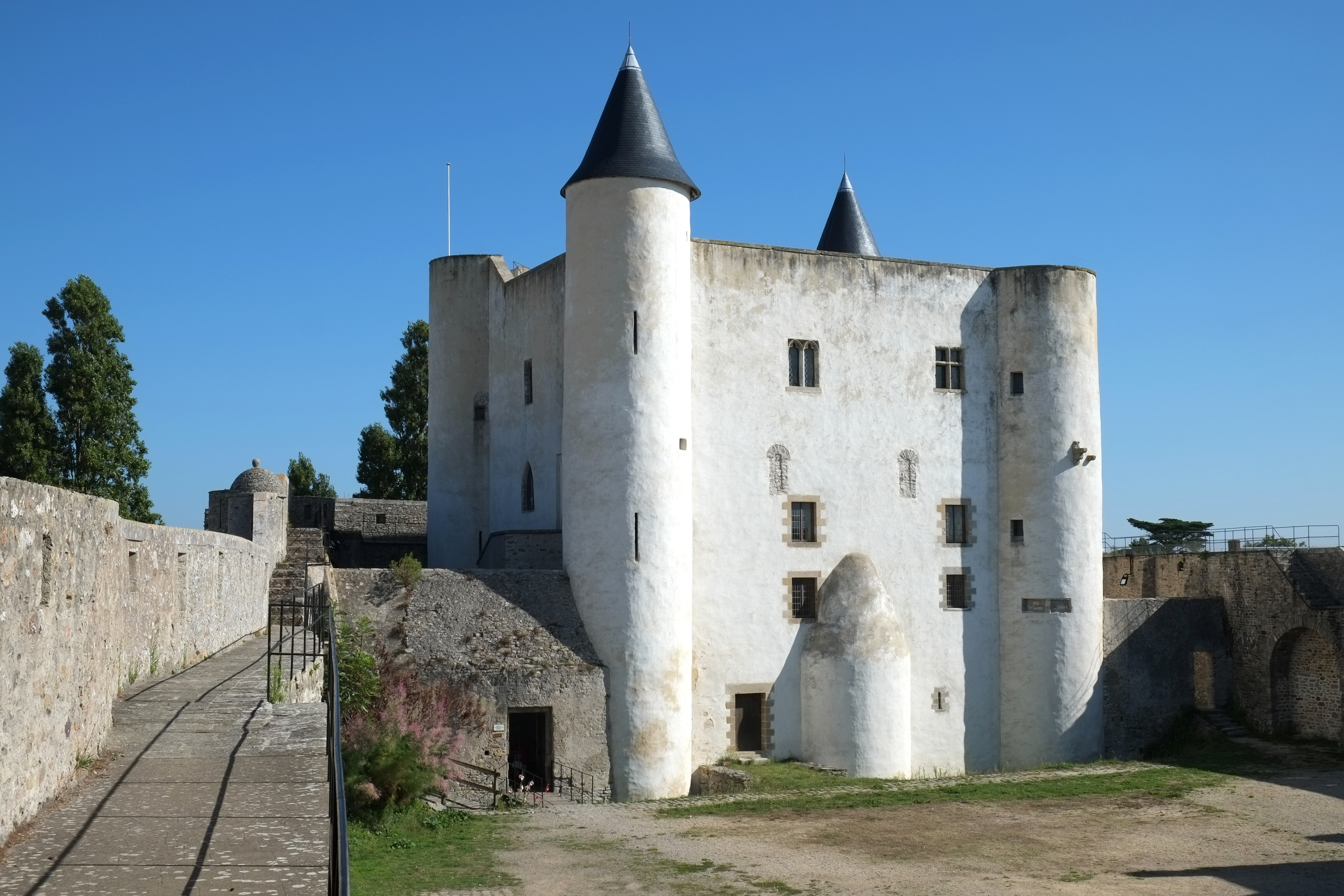
Шато Нуармутье
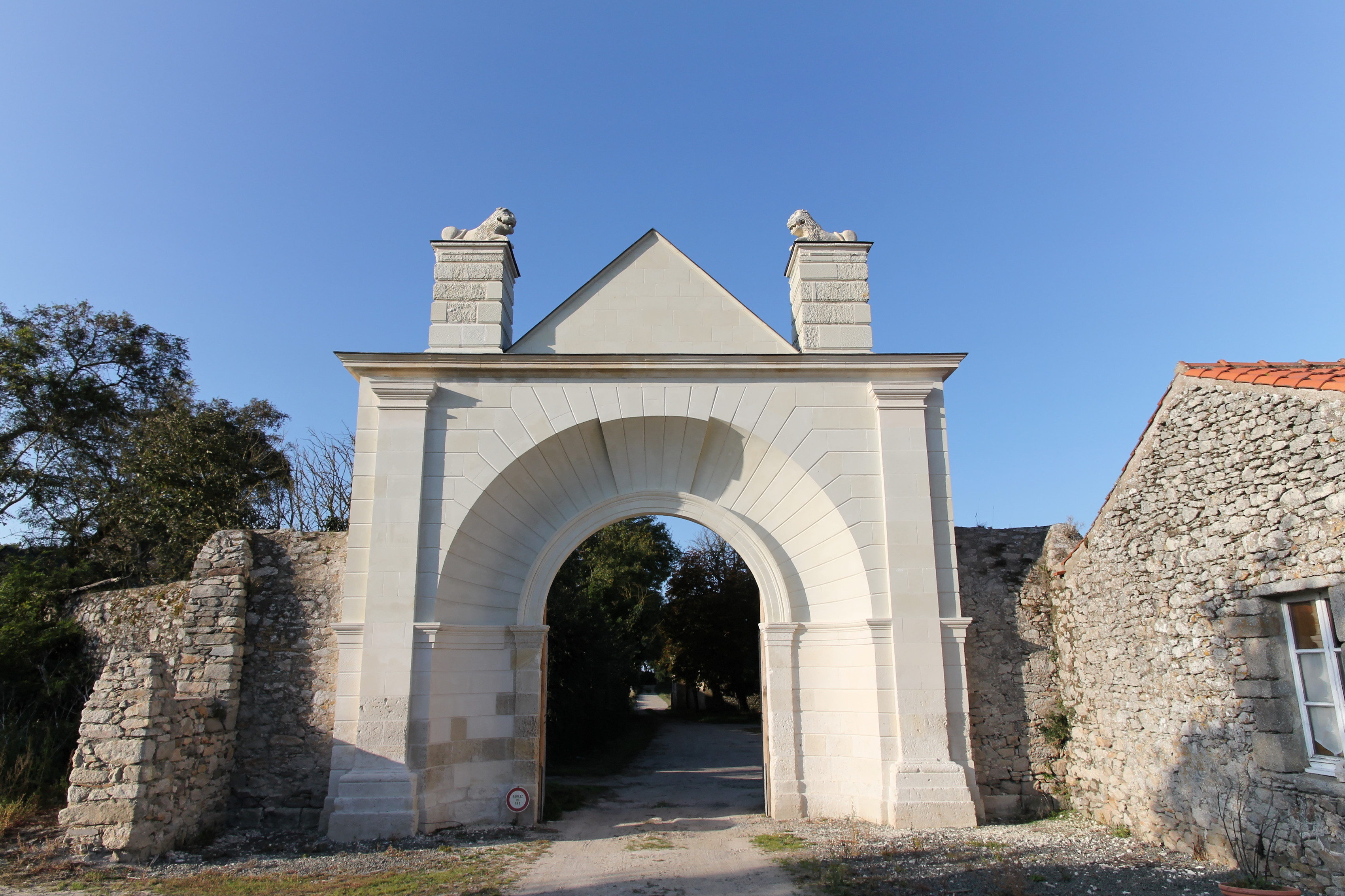
Вход в Святого Филиберта
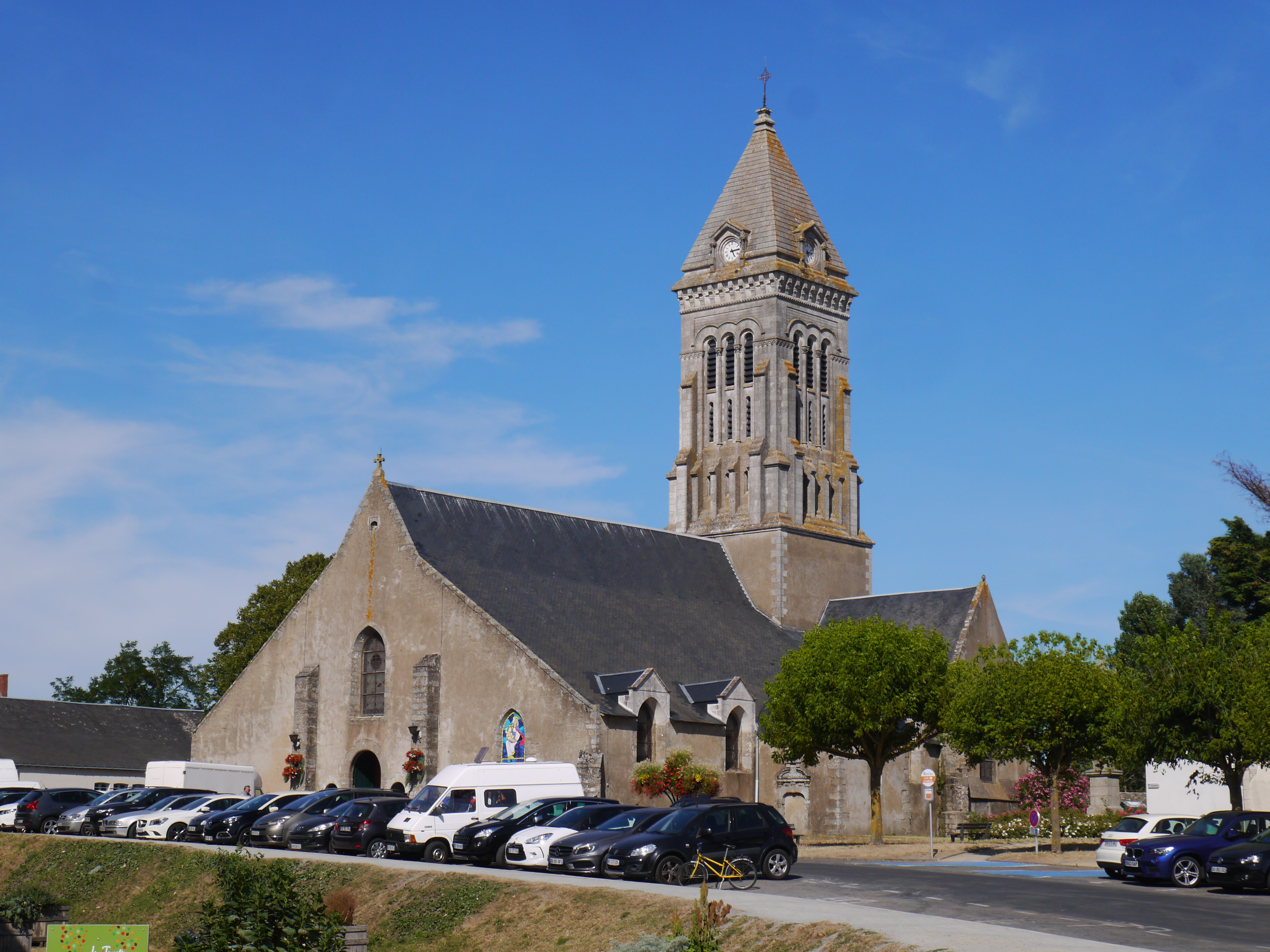
Церковь Святого Филиберта
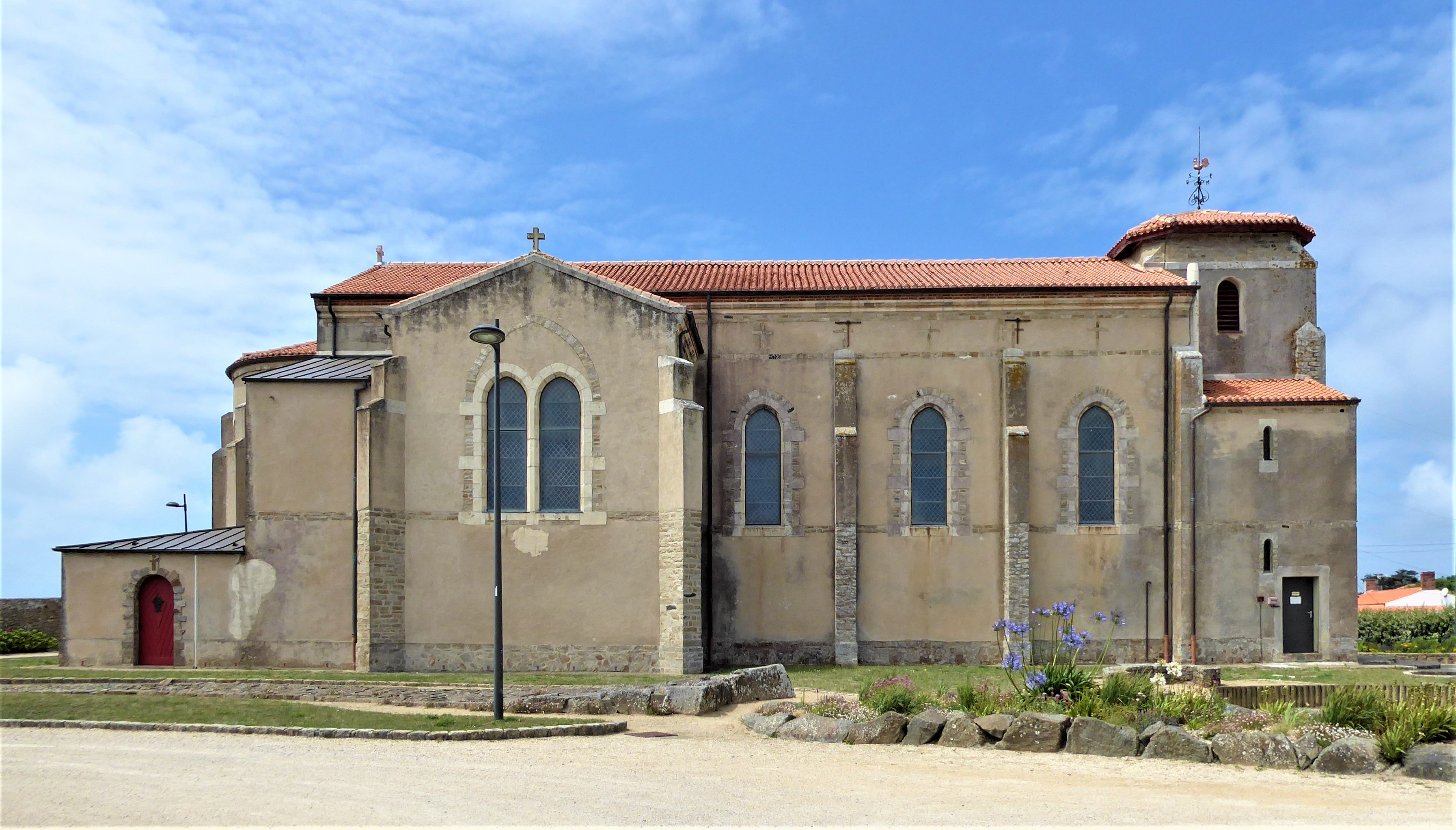
Церковь Сакре-Кёр
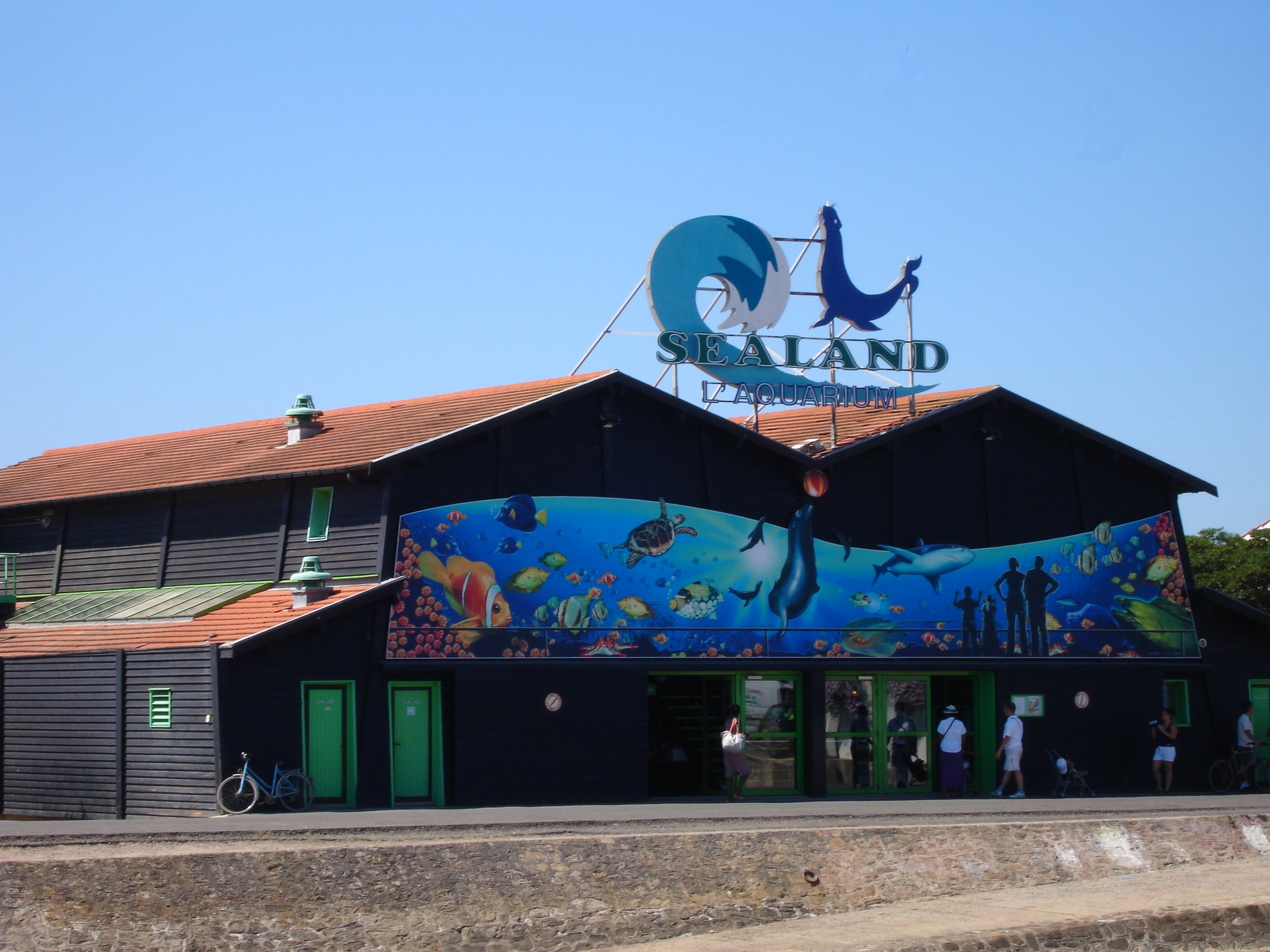
Морской аквариум
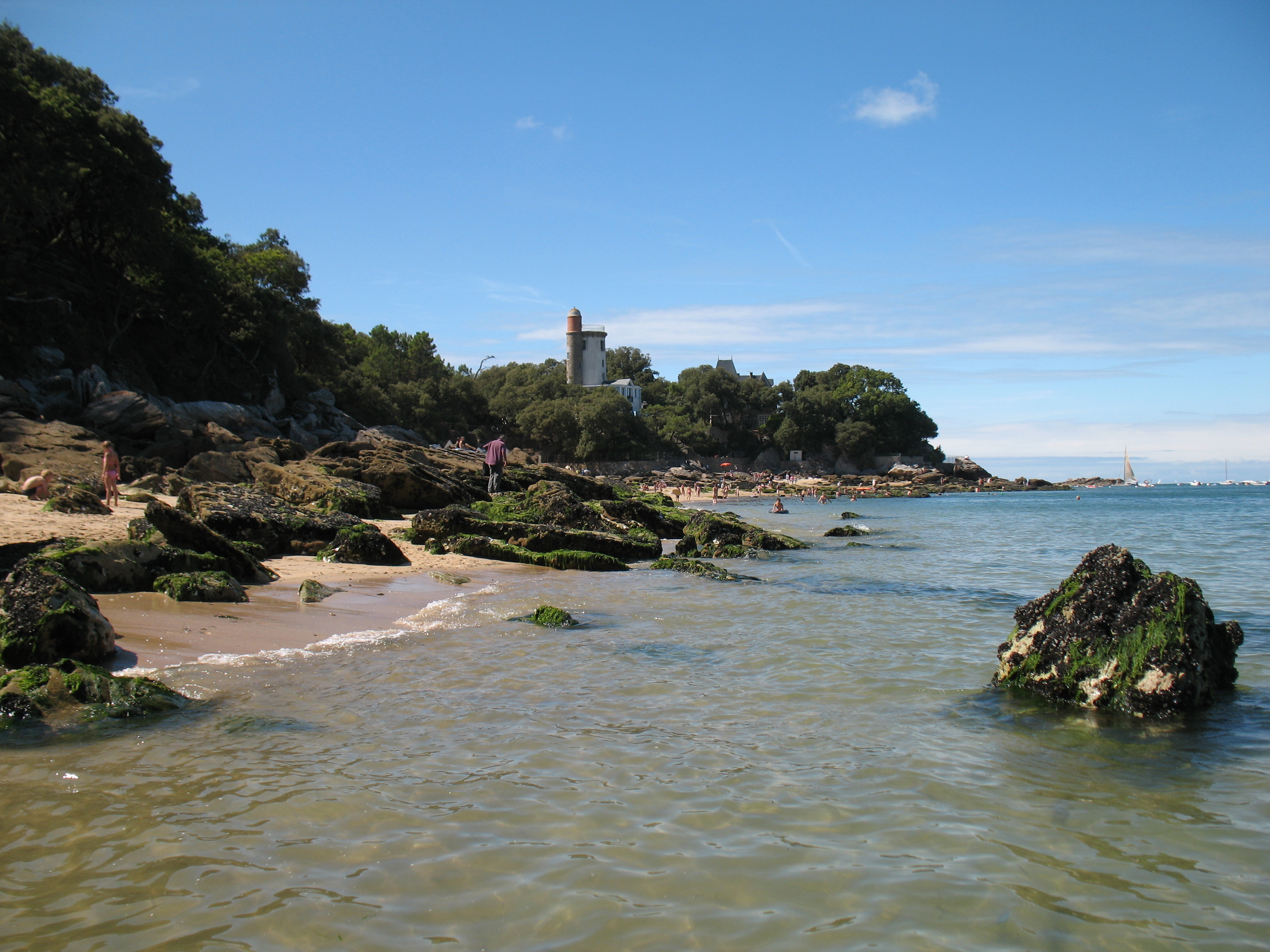
Морское побережье